# Саватич, Лазар
Ла́зар Петро́вич Са́ватич (серб. Лазар Петра Саватић / Lazar Petra Savatić; 24 мая 1914, Рума — 26 июля 1950, Нови-Сад) — югославский разведчик, майор Службы государственной безопасности, участник Народно-освободительной войны, Народный герой Югославии.

## Биография
Родился 24 мая 1914 в Руме. Отец Петар Саватич — сапожник, позднее директор школы. Мать Иванка. Лазар окончил школу в Руме и техническое училище по специальности слесаря. Был призван в Югославскую королевскую армию, служил автомехаником. Отслужив в армии, в 1938 году устроился работать на авиазавод компании «Змай» в Земуне.
Будучи рабочим, Лазар встретился там с членами рабочего движения. Войдя в состав объединённого синдиката рабочих, он участвовал в забастовке работников авиапромышленности. В забастовке участвовали около 3 тысяч человек. Полицией было арестовано 1300 человек, среди которых был и Лазар. Его отправили в тюрьму близ Дони-Трнавы. Однако после начала войны с Германией Лазар сбежал из тюрьмы.
Вернувшись в Земун, Лазар вступил в партизанское движение в Земуне, скрываясь от хорватской и германской полиции в здании фабрики «Икарус». В январе 1942 года Саватича приняли в КПЮ и назначили секретарём партийного отделения на фабрике. Тот занимался организацией саботажей на захваченных немцами заводах, ведением тайной переписки, а также организацией взрывов на мостах и строительстве «ежей», которые прокалывали шины немецких грузовиков. Таким образом, Саватич стал одним из самых активных партизан в Земуне.
В октябре 1942 Лазар в земунском парке ликвидировал некоего Мочковича, охранника здания «Икаруса», который был агентом Гестапо и выдавал партизан полицаям. В октябре 1943 года тем же Саватичем вместе с пилотом Иваном Радосавлевичем был уничтожен воевода четников Милан Баич, который обвинялся в сотрудничестве с немецко-фашистскими оккупантами. Однако главным подвигом Лазара являлось убийство хорватского бандита, лейтенанта Мартина Вольфа, который обвинялся в расстреле мирных жителей в Среме: Лазар и Иван ликвидировали Вольфа 5 ноября 1943 в Земуне на Бреговитой улице, получив при этом ранения.
В конце 1943 года Лазар установил контакт с партизанами, заняв должность офицера разведки во 2-м Сремском партизанском отряде, который базировался в Босутских лесах. Позднее он был офицером разведки и в 6-й воеводинской ударной бригаде. В октябре 1944 года после освобождения Нови-Сада Саватич был назначен заместителем начальника Отдела национальной безопасности. В ноябре 1946 года он был переведён в Панчево, где возглавил местное Управление государственной безопасности.
В 1948 году во время ликвидации несдавшихся сил четников в селе Долово (территория Воеводины) Лазар был тяжело ранен. Из-за последствий ранения его здоровье начало сильно ухудшаться, и 26 июля 1950 в Нови-Саде Лазар Саватич скончался.
Лазар был награждён рядом орденов и медалей, в числе которых были Медаль партизанской память 1941 года и Орден Народного героя (звание Героя было присуждено 2 октября 1953). В память о югославском разведчике одна из школ Земуна была переименована в честь Саватича.